# The Dreamcatchers
A The Dreamcatchers elektronikus és popzenét játszó magyar együttes. Dalaikat a melankolikus, lírai hangvétel jellemzi.

## Története
A Dreamcatchers zenekart Lázár Zoli és Berényi Gábor alapították. A formáció rövid időn belül számos eredményt ért el a hazai popzenei színtéren. 2020 tavaszán az egyedülálló hangú énekes, Halmai Réka csatlakozásával új lendületet kapott a zenekar. Később, 2021 őszén Almási Igor /Z!GOR/ zongoraművész csatlakozott a bandához, mely új szakaszt jelentett a közös dalszerzésben. 2022 végén Kothencz Tamás, dobos, 2023 elején pedig Szőcs Szimonetta, vokálos/basszusszintis csatlakozásával vált teljessé a csapat.
Első nagylemezük 2022-ben jelent meg, neves producerek és dalszövegírók közreműködésével. A felvételek az Esti Kornél (együttes)-ből is ismert Lázár Domokosnál zajlottak, a keverést pedig a Unique-os Kovacsics Ádám végezte. A végső mastering pedig az angliai Hanga SoundLab stúdióban készült. Az albumon olyan dalszövegírók működtek közre, mint Hujber Szabolcs, Tariska Szabolcs vagy Lázár Domokos.
Számos sikert hozott az első album a csapat számára, mely nem csak magyarul, de angolul is megjelent. A Spotify-on több daluk is bekerült különböző szerkesztői playlistekbe, és rövid időn belül túllépte a 100.000 lejátszást. A YouTube-on pedig a több tízezres megtekintések mellett kiemelkedően sok reakciót váltottak ki videoklipjeik, amit az M2 Petőfi TV-ben is külön kiemeltek.
Többször felléptek már az A38 Hajó színpadán, az egyik fellépésükről egy koncertfilm is készült, melyet azóta is vetítenek a TV-ben. Más TV-műsorban is helyet kaptak fellépéseik, interjúik, valamint különböző rádióműsorokban is számos alkalommal szerepeltek (pl. Petőfi Rádió).
Zenéjükben a London Grammar, a Hooverphonic, Billie Eilish, Demi Lovato, Ariana Grande és a Muse hatása egyaránt felfedezhető.

## Diszkográfia

### Albumok
| Év   | Cím        | Típus            | Kiadó    |
| ---- | ---------- | ---------------- | -------- |
| 2022 | Fénytörés  | Stúdióalbum (LP) | AmiAudio |
| 2022 | Confidence | Stúdióalbum (LP) | AmiAudio |

### Dalok
| Év   | Dal                                  | Album      |
| ---- | ------------------------------------ | ---------- |
| 2022 | Fénytörés                            | Fénytörés  |
| 2022 | Különbéke                            | Fénytörés  |
| 2022 | Levegő                               | Fénytörés  |
| 2022 | Vihar                                | Fénytörés  |
| 2022 | A szerelem sós                       | Fénytörés  |
| 2022 | Homály                               | Fénytörés  |
| 2022 | Holdvilág                            | Fénytörés  |
| 2022 | Édenkert                             | Fénytörés  |
| 2022 | Szilánk                              | Fénytörés  |
| 2022 | Száz érkezés – és száz búcsúzás      | Fénytörés  |
| 2022 | Confidence                           | Confidence |
| 2022 | Eyes of your heart                   | Confidence |
| 2022 | Floating                             | Confidence |
| 2022 | Ocean Eyes                           | Confidence |
| 2022 | Little Mistakes                      | Confidence |
| 2022 | All Alone                            | Confidence |
| 2022 | Body Heat                            | Confidence |
| 2022 | Hold me closer                       | Confidence |
| 2022 | Myself                               | Confidence |
| 2022 | Selflove & belief – Some People Stay | Confidence |